# Comitetul Central al Partidului Comunist Român
Comitetul Central al Partidului Comunist Român era denumirea organului central executiv al Partidului Comunist Român. Acest organ de conducere era format din membri aleși dintre delegații prezenți la congresul partidului. Comitetul Central lua decizii în numele partidului între două congrese și, de obicei, era cel care alegea Biroul Politic.

## Mărturii
Sorin Toma a fost membru CC al PCR în perioada 1949-1960. El vorbește despre ședințele Comitetului Central al Partidului Comunist/Muncitoresc Român la care a participat în acea perioadă:
„calitatea de membru CC era mai mult onorifică, deoarece CC nu dispunea de o putere și atribuții reale. El nu era un organ de decizie, hotărârile fiind luate în Biroul Politic sau, mai precis în cercul îngust al câtorva apropiați ai Secretariatului General. Comitetul Central nu era nici măcar un organ consultativ de dezbatere a problemelor și a proiectelor de hotărâri. Deși am participat, timp de mai bine de un deceniu la plenarele Comitetului Central, nu-mi amintesc de nici o dezbatere demnă cu adevărat de acest nume. ”—CNSAS - Membrii Comitetului Central al PCR